# Le Cygne et la Princesse
Série Le Cygne et la Princesse
Le Cygne et la Princesse 2
(1997)
Pour plus de détails, voir Fiche technique et Distribution.
Le Cygne et la Princesse ou La Princesse des cygnes au Québec (The Swan Princess) est un film d'animation américain réalisé par Richard Rich sorti en 1994.
Ce film est, comme dans de nombreux films d'animation américaine, une adaptation, celle du ballet Le lac des cygnes de Tchaïkovski.
La chanson Far Longer than Forever, interprétée par Regina Belle et Jeffrey Osborne, est nommée aux Golden Globes de 1995 pour la meilleure chanson originale.

## Synopsis
Ce film est, comme dans de nombreux films d'animation américaine, une adaptation, celle du ballet Le lac des cygnes de Tchaïkovski.
L'intrigue débute par la naissance de la princesse Juliette (Odette à l'origine dans le ballet, la version québécoise et la version originale anglaise), que son père, le roi William, attendait désespérément. Lors de sa présentation aux autres monarques, le roi William et la reine Uberta (reine du royaume voisin) ont la même idée : faire se rencontrer régulièrement durant leurs vacances d'été Juliette et le fils d'Uberta, le prince Arthur (Siegfried à l'origine dans le ballet, Damien dans la version québécoise et Derek dans le film en anglais), afin qu'ils tombent amoureux pour unir leurs deux royaumes. Cependant, le sorcier Albéric (Rothbart à l'origine dans le ballet et dans le film en anglais) prévoit dans l'ombre de s'emparer du royaume du roi William. Le monarque ne tarde cependant pas à découvrir les plans du sorcier et Albéric est banni du royaume. Ce dernier jure par ailleurs de se venger du roi un jour ou l'autre…
Juliette et Arthur finissent par se rencontrer durant leur enfance mais malheureusement, il ne peuvent pas se supporter. Leur animosité dure jusqu'au jour où, tous deux ayant bien grandi et devenus presque adultes, Arthur est ébloui par la beauté de Juliette. Mais alors que William et Uberta se réjouissent déjà, Juliette demande à Arthur pourquoi celui-ci l'aime. Arthur, pris de court par la question, lui répond qu'elle est très belle et, Juliette insistant, va même jusqu'à dire que c'est la seule chose qui compte et qu'il ne trouve d'autres qualités chez la jeune femme. Juliette refuse donc le mariage par déception de n'être aimée que pour sa beauté et non par manque d'amour de sa part. Le projet de mariage n'a donc pas abouti.
Sur la route les ramenant à leur royaume, le roi William, Juliette et leur escorte sont attaqués par le sorcier Albéric, transformé en un gigantesque monstre. Le roi William meurt peu après l'attaque et la princesse Juliette est enlevée. Amenée dans le domaine d'Albéric, elle subit le sort maléfique d'être changée en cygne. Elle peut toutefois reprendre sa forme humaine les nuits de lune à condition qu'elle reste dans le lac. Albéric révèle également son deuxième objectif : épouser Juliette afin qu'il puisse gouverner le royaume de son père, le défunt roi William, en toute légalité. Mais Juliette refuse toute demande de sa part et endure les transformations en cygne chaque fin de nuit.
Arthur, désespéré par la disparition de la princesse, se prépare à retrouver Juliette et à affronter le « gigantesque monstre » en se fondant sur la dernière phrase énigmatique du roi William lors de sa mort : « Cette chose n'est pas ce qu'elle semble être. ». Pour cela, il s'entraîne sans relâche au tir-à-l'arc dans les jardins de son palais avec l'aide de Melchior (le chef d'orchestre et bras-droit de la Reine Uberta), et son ami et compagnon chasse Barnabé.
Juliette, toujours prisonnière d'Albéric et de son sort, attend vainement son amour avec des amis animaux : une tortue du nom de Rapido, et une grenouille persuadée de devenir un prince si Juliette l'embrasse, Aldo (Chipepe dans la version québécoise). C'est alors qu'atterrit près du lac un macareux moine, le capitaine Anatole (lieutenant Pouffin dans la version québécoise), blessé par une flèche. En bonne âme, Juliette lui retire la flèche de son aile avec l'aide d'Aldo et Rapido, et devient rapidement son amie.
Anatole, apprenant les déboires de Juliette après l'avoir vu la veille se transformer en cygne, lui propose d'aller à la rencontre du prince et de l'attirer vers le lac pour espérer briser la malédiction. Après avoir récupéré une carte dans le château d'Albéric indiquant le chemin du royaume d'Arthur, ils partent sans tarder et retrouvent rapidement la trace du prince.
Mais Arthur croit à tort que Juliette (présentée à lui en cygne) est le monstre qui l’a enlevée et essaie de la tuer. La poursuite qui s'ensuit le conduit au lac des cygnes, dans lequel Juliette parvient à l’attirer avec ses amis animaux. La princesse se transforme en humaine devant lui juste à temps, alors que la lune manquait de se couvrir par les nuages. Une fois les deux amants réunis, Juliette explique tout à son amant, lui révélant également le seul moyen de briser le sortilège qui l'incombe : que Arthur lui jure son amour éternel, devant le monde entier. Le jeune prince lui propose alors de venir à un bal organisé le lendemain soir, pour qu'il puisse prouver au monde son amour éternel pour elle et ainsi briser le sort. Arthur repart en toute hâte sur ordre de Juliette avant qu'Albéric ne le voit, mais le sorcier, loin d'être dupe, a tout entendu et sait que les deux amants ont été réunis en montrant l'arc d'Arthur (que ce dernier a laissé tombé près du lac avant d'aller voir Juliette) avant de le jeter dans le lac. Pour empêcher Juliette d'être délivrée de son sort, il enferme cette dernière avec Barnabé (égaré la veille dans la forêt environnante lors d'une chasse avec le prince) dans une tour inondée et envoie à sa place son acolyte, une vieille sorcière, en lui donnant l’apparence de Juliette pour tromper le prince Arthur. Ainsi, ce dernier avouera ses sentiments à la mauvaise femme, ce qui causera du tort à la vraie Juliette.
Après s’être échappée de sa prison à l’aide de ses amis animaux, Juliette vole sous sa forme de cygne au plus vite au château d'Arthur. Mais elle découvre avec effroi Arthur annonçant ses fiançailles avec son double. Le cœur brisé, elle vole difficilement vers le lac, perdant de plus en plus de force. Au même moment, Albéric arrive en vainqueur devant Arthur, savourant sa victoire en dévoilant la supercherie de "Juliette" aux yeux du prince. Arthur, comprenant qu'il a été dupé et avoué son amour à la mauvaise femme, fonce au lac pour retrouver Juliette. Cette dernière retrouve forme humaine et perd doucement la vie dans ses bras. Pour la sauver, Arthur affronte Albéric qui prend la forme du gigantesque monstre ayant tué le roi William. Le combat s'annonçant difficile pour le prince (son épée lui étant rapidement hors de portée), les amis animaux de Juliette parviennent à l'aider en faisant remonter à la surface l'arc jeté dans le lac par Albéric. Mais le prince, sans flèche pour tirer à l'arc, ne peut tuer la bête. Il parvient cependant à tuer le monstre-sorcier in extrémis grâce à l'aide de Barnabé, qui s'était échappé un peu plus tôt de la prison de Juliette, après que ce dernier lui ait envoyé une flèche de son carquois. Albéric étant mort, les animaux célèbrent leur victoire, mais Juliette ne revient pas à elle. Arthur finit par avouer qu’il l’aime plus que sa beauté, énonçant les nombreuses qualités qui la définissent, tandis que Juliette reprend vie sous les yeux émus de ses amis.
Le film se termine par le mariage heureux de Juliette et d'Arthur avec la présence de leurs deux peuples et de leurs amis animaux.

## Personnages principaux
- Odette : Une jeune princesse magnifique et intelligente. Amoureuse d'Arthur, elle est toutefois prisonnière d’Albéric, le sorcier maléfique qui la condamne à être un cygne jusqu’à la nuit tombée chaque jour. Elle fera tout pour montrer son amour à Arthur et se libère du maléfice après que ce dernier lui ait prouvé son amour.
- Arthur : Un jeune prince charmant amoureux de Odette. Il fera tout pour prouver au monde entier qu'il est amoureux de celle-ci, bien qu'il soit parfois maladroit dans le processus.
- Rapido : Une tortue mâle intelligente et rapide, toujours au service de Odette. Il l'apprécie beaucoup et est complice avec Aldo, bien qu'il y ait plusieurs malentendus entre eux.
- Aldo : Une grenouille mâle qui se prend pertinemment pour un prince, qui croit que le baiser de Odette le rendra humain, bien que Rapido essaye de lui expliquer le contraire...
- Anatole : Le macareux aventureux, bagarreur et intrépide, ayant pour fonction d'être un capitaine, prend un rôle de commandant lors des multiples missions pour sauver Odette. Il est déterminé à aider la princesse à briser sa malédiction, qu'importe les risques à prendre.
- Albéric : Un sorcier maléfique qui transforme Odette en cygne afin de la garder avec lui pour toujours et d'en faire sa reine pour gouverner le royaume de son père, le roi William. Parallèlement, c’est lui également qui trompe le prince avec la vieille sorcière, qu'il transforme en une copie conforme de Odette lors du bal censé l'aider à briser sa malédiction.
- La vieille sorcière : L’acolyte du sorcier Albéric. Lors de la majorité du film, elle a l’apparence d’une vieille femme, mais se fait donner temporairement par le sorcier l’apparence de Odette lors du bal pour tromper le prince.

## Fiche technique
- Titre original : The Swan Princess
- Titre français : Le Cygne et la Princesse
- Titre québécois : La Princesse des Cygnes
- Réalisation : Richard Rich
- Scénario : Brian Nissen et Richard Rich
- Musique : James Newton Howard
- Distribution : New Line Cinema (USA), Columbia TriStar Films (France), Alliance Atlantis (Canada),
- Durée : 78 minutes
- Dates de sortie :
  - États-Unis, Canada : 18 novembre 1994
  - France : 24 mai 1995

## Distribution

### Voix originales
- Michelle Nicastro : Odette
- Liz Callaway : Odette (chant)
- Howard McGillin : Derek
- Jack Palance : Rothbart
- Jim Cummings : Rothbart (chant)
- John Cleese : Jean-Bob
- David Zippel : Jean-Bob (chant)
- Steven Wright : Speed
- Jonathan Hadary : Speed (chant)
- Steve Vinovich : Puffin
- Sandy Duncan : Queen Uberta
- Dakin Matthews : King William
- Mark Harelik : Rogers
- Joel McKinnon Miller : Bromley
- James Arrington : Chamberlain
- Davis Gaines : Chamberlain (chant)
- Bess Hopper : The Hag

### Voix françaises
- Valérie Karsenti : Juliette adulte
- Bénédicte Lécroart : Juliette adulte (Chant)
- Guillaume Lebon : Arthur adulte
- Michel Chevalier : Arthur adulte (Chant)
- Donald Reignoux : Arthur jeune
- Roger Carel : Capitaine Anatole et Narrateur
- Patrice Schreider : Anatole et Barnabé (Chant)
- Patrick Guillemin : Rapido
- Éric Métayer : Aldo et musicien
- Michel Barouille : Aldo et Roi William (Chant)
- Serge Blumenthal : Albéric
- Claude Vallois : Albéric et Rapido (Chant)
- Michel Prudhomme : Lord Melchior
- Danièle Hazan : Reine Uberta et la vieille sorcière
- Claude Lombard : Reine Uberta (Chant)
- Jean-François Kopf : Chambellan et Barnabé
- Robert Party : Roi William

### Voix québécoises
- Geneviève de Rocray : Odette
- Daniel Picard : Damien
- Benoît Marleau : Albéric
- Jacques Lavallée : Chi-Pepe
- Luc Durand : Rapido
- Yves Corbeil : Pouffin
- Edgar Fruitier : Melchior
- Ghyslain Tremblay : Chambellan
- Manuel Tadros : Pamphile
- André Montmorency : Roi Guillaume
- Diane Arcand : Reine Uberta
- Pierre Auger : Narrateur

## Accueil
Mondialement, le film reçoit d’excellentes critiques pour sa qualité d’animation, ses musiques, son histoire poétique, ainsi que sur le message de la beauté intérieure qu’il véhicule,,,,,.

## Chansons du film
La musique est composée par Lex de Azevedo. La chanson thème Far Longer than Forever, interprétée par Regina Belle et Jeffrey Osborne, a été nommée aux Golden Globe en 1995 pour la meilleure chanson originale. Regina Belle & Jeffrey Osborne Far Longer Than Forever vidéo officielle sur Youtube
- Quelle idée ou C'est une belle histoire au Québec (This Is My Idea) - Arthur/Damien, Juliette/Odette, la reine Uberta, le roi William/Guillaume, Barnabé et chœurs
- Pratique ou Jours après jours au Québec (Practice, Practice, Practice) - Les musiciens, les invités et la reine Uberta
- Plus loin que dans mes rêves ou Au-delà des frontières au Québec (Far Longer Than Forever) - Arthur/Damien et Juliette/Odette
- Sans peur ou Mais non ! au Québec (No Fear) - Juliette, Anatole, Aldo et Rapido
- Monsieur Gentil, c'est fini ou Le vieux gentil monsieur, c'est fini au Québec (No More Mr Nice Guy) - Albéric et chœurs
- L'Arrivée des princesses - Les portiers
- Le Défilé de princesses (Princesses On Parade) - Les princesses, le chambellan, Melchior et chœurs

## Suites
Il a donné lieu à onze suites :
- 1997 : Le Cygne et la Princesse 2 : Le Château des secrets
- 1998 : Le Cygne et la Princesse 3
- 2012 : Le Cygne et la Princesse : Un Noël enchanté
- 2014 : Le Cygne et la Princesse : Une famille royale
- 2016 : Le Cygne et la Princesse : Aventures chez les pirates !
- 2017 : Le Cygne et la Princesse : En mission secrète
- 2018 : Le Cygne et la Princesse : Un myZtère royal
- 2019 : Le Cygne et la Princesse : Le royaume de la musique
- 2020 : Le Cygne et la Princesse : Un mariage royal
- 2023 : Le Cygne et la Princesse : La naissance d'un conte de fées
- 2023 : Le Cygne et la Princesse : Pour toujours et au-delà